# Робертсон, Дженнифер
Дже́ннифер Ро́бертсон (англ. Jennifer Robertson; род. 24 ноября 1971, Калгари, Альберта) — канадская актриса

, сценарист, комик

 и телеведущая.

## Ранние годы
Дженнифер Робертсон родилась 24 ноября 1971 года в Калгари, провинция Альберта, Канада, в семье участница комедийного дуэта «Двойная экспозиция» Боба Робертсона (1945—2017). Она выросла в Ванкувере, провинция Британская Колумбия. У неё есть брат — Патрик Робертсон.

## Карьера
Робертсон получила признание как актриса и сценарист комедийных сериалов «СкетчКом» (1998), «В этом часе 22 минуты» (2003—2004) и «Комедия Inc.» (2003—2010), а также телефильма «То, ради чего стоит умереть» (2004).
В 2005 году Робертсон впервые снялась в американском проекте — телефильме Disney Channel «Ведьмы-близняшки». В 2007 году она появилась с гостевой ролью надоедливой стюардессы в эпизоде ситкома «Ханна Монтана».
С 2013 по 2015 год Робертсон вела реалити-шоу HGTV «Вызов канадским мастерам на все руки». 
С 2015 по 2020 год Робертсон играла Джоселин Шитт, жену мэра, в ситкоме Си-би-эс «Шиттс Крик». Роль принесла ей премию Гильдии киноактёров США за лучший актёрский состав в комедийном сериале и четыре номинации на Канадскую кинопремия за лучшую женскую роль в комедийном сериале.

## Личная жизнь
Робертсон разведена. Есть дочь — Бёрди (род. 13 апреля 2010).

## Фильмография
| Год       |     | Русское название                             | Оригинальное название                      | Роль                            |
| --------- | --- | -------------------------------------------- | ------------------------------------------ | ------------------------------- |
| 1998      | с   | СкетчКом                                     | SketchCom                                  | —                               |
| 2001      | с   | Дважды в жизни                               | Twice in a Lifetime                        | Джин из рекламного ролика       |
| 2002      | с   | В упор                                       | Point Blank                                | хозяйка дома                    |
| 2002      | с   | Шоу Гавина Крофорда                          | The Gavin Crawford Show                    | Элиссон                         |
| 2002—2003 | с   | Шоу Холмс                                    | The Holmes Show                            | [ комм. 3 ]                     |
| 2003      | с   | Шоу Сеана Каллена                            | The Seán Cullen Show                       | Бетти                           |
| 2003—2004 | с   | В этом часе 22 минуты                        | This Hour Has 22 Minutes                   | в роли самой себя               |
| 2003—2010 | с   | Комедия Inc.                                 | Comedy Inc.                                | разные                          |
| 2004      | тф  | То, ради чего стоит умереть                  | To Die 4                                   | —                               |
| 2004      | с   | Виннипегский комедийный фестиваль Си-би-эс   | CBC Winnipeg Comedy Festival               | [ комм. 7 ]                     |
| 2005      | тф  | Ведьмы-близняшки                             | Twitches                                   | Иллеана                         |
| 2005      | тф  | Рыцари Южного Бронкса                        | Knights of the South Bronx                 | родительница №2                 |
| 2006      | тф  | Относительный хаос                           | Relative Chaos                             | Лил Гилберт                     |
| 2006      | ки  | Scarface: The World Is Yours                 | Scarface: The World Is Yours               | —                               |
| 2007      | с   | Ханна Монтана                                | Hannah Montana                             | стюардесса                      |
| 2007      | с   | Час получасовых новостей                     | The ½ Hour News Hour                       | Дженнифер Ланге                 |
| 2008      | с   | Оплачиваемые часы                            | Billable Hours                             | репортёр №1                     |
| 2009      | с   | Сделай это, Хауи                             | Howie Do It                                | в роли самой себя               |
| 2010      | с   | Круши и сжигай                               | Crash & Burn                               | Фейт                            |
| 2010      | мс  | Парень на свидании                           | The Dating Guy                             | мисс Тиффани / золотой лабрадор |
| 2010—2011 | с   | Деграсси: Следующее поколение                | Degrassi: The Next Generation              | Сиси Голдсуорти                 |
| 2010—2012 | с   | Крути это                                    | Wingin’ It                                 | Анджела Монклер                 |
| 2011      | мс  | Пугливая белка                               | Scaredy Squirrel                           | [ комм. 8 ]                     |
| 2012      | с   | Маленькая мечеть в прерии                    | Little Mosque on the Prairie               | Поппи                           |
| 2012      | ф   | Нахальные трусики                            | Sassy Pants                                | Мисти                           |
| 2012—2013 | с   | Мистер Ди                                    | Mr. D                                      | Кейт                            |
| 2013      | с   | Никита                                       | Nikita                                     | диктор №3                       |
| 2013      | с   | В надежде на спасение                        | Saving Hope                                | Бекка                           |
| 2015—2020 | с   | Шиттс Крик                                   | Schitt’s Creek                             | Джоселин Шитт                   |
| 2016      | тф  | Валентин навсегда                            | Valentine Ever After                       | Молли                           |
| 2016      | кор | Большая давка                                | The Big Crush                              | Донна                           |
| 2016      | тф  | Каникулы Джой                                | Holiday Joy                                | Марси                           |
| 2017      | ф   | Дедушка под прикрытием                       | Undercover Grandpa                         | миссис Бушар                    |
| 2017      | с   | Раскосяченные                                | Disjointed                                 | Сьюзан                          |
| 2020      | в   | Дорогие выпускники 2020 года                 | Dear Class of 2020                         | Джоселин Шитт                   |
| 2021      | с   | Семейная юрфирма                             | Family Law                                 | Джинетт Гюркович                |
| 2021      | ф   | Компания на праздники                        | Single All the Way                         | Лиза                            |
| 2021—2025 | с   | Джинни и Джорджия                            | Ginny & Georgia                            | Эллен Бейкер                    |
| 2022      | ф   | Подвал                                       | Crawlspace                                 | заместитель Джордан Пейсер      |
| 2022      | ф   | Привет, прощай и всё между этим              | Hello, Goodbye, and Everything in Between  | Нэнси                           |
| 2022      | тф  | В весёлой мере                               | In Merry Measure                           | Гретхен                         |
| 2024      | с   | Помоги мне, Тодд                             | So Help Me Todd                            | Коринна Спикс                   |
| 2024      | мс  | Lego Dreamzzz: Испытания охотников за мечтой | Lego Dreamzzz: Trials of the Dream Chasers | Изготовительница                |

## Награды и номинации
| Год  | Премия                            | Категория                                                                  | Работа                      | Результат |
| ---- | --------------------------------- | -------------------------------------------------------------------------- | --------------------------- | --------- |
| 2004 | Премия Гильдии сценаристов Канады | Лучший сценарий комедийной или варьете-программы или сериала               | В этом часе 22 минуты       | Номинация |
| 2004 | Джемини                           | Лучший сценарий для комедийной или варьете-программы или сериала           | В этом часе 22 минуты       | Номинация |
| 2004 | Канадская комедийная премия       | Довольно забавный сценарий эпизода или специального выпуска на телевидении | То, ради чего стоит умереть | Номинация |
| 2006 | Канадская комедийная премия       | Лучшая женская роль в фильме                                               | Ведьмы-близняшки            | Победа    |
| 2006 | Канадская комедийная премия       | Лучшая женская роль на телевидении                                         | Комедия Inc.                | Номинация |
| 2007 | Джемини                           | Лучший актёрский состав в комедийной программе или сериале                 | Комедия Inc.                | Номинация |
| 2016 | Канадская кинопремия              | Лучшая женская роль второго плана или гостевая роль в комедийном сериале   | Шиттс Крик                  | Номинация |
| 2018 | Канадская кинопремия              | Лучшая женская роль второго плана или гостевая роль в комедийном сериале   | Шиттс Крик                  | Номинация |
| 2019 | Канадская кинопремия              | Лучшая женская роль второго плана или гостевая роль в комедийном сериале   | Шиттс Крик                  | Номинация |
| 2019 | Летняя кинопремия IGN             | Лучший актёрский состав в телесериале                                      | Шиттс Крик                  | Номинация |
| 2020 | Летняя кинопремия IGN             | Лучший актёрский состав в телесериале                                      | Шиттс Крик                  | Победа    |
| 2020 | Премия Гильдии киноактёров США    | Лучший актёрский состав в комедийном сериале                               | Шиттс Крик                  | Номинация |
| 2020 | Канадская кинопремия              | Лучшая женская роль второго плана или гостевая роль в комедийном сериале   | Шиттс Крик                  | Номинация |
| 2021 | Премия Гильдии киноактёров США    | Лучший актёрский состав в комедийном сериале                               | Шиттс Крик                  | Победа    |